# Hylocereus guatemalensis
Hylocereus guatemalensis är en kaktusväxtart som först beskrevs av Eichlam, och fick sitt nu gällande namn av Nathaniel Lord Britton och Joseph Nelson Rose. Hylocereus guatemalensis ingår i släktet Hylocereus och familjen kaktusväxter. Inga underarter finns listade i Catalogue of Life.